# Herkules mit dem Nemeïschen Löwen

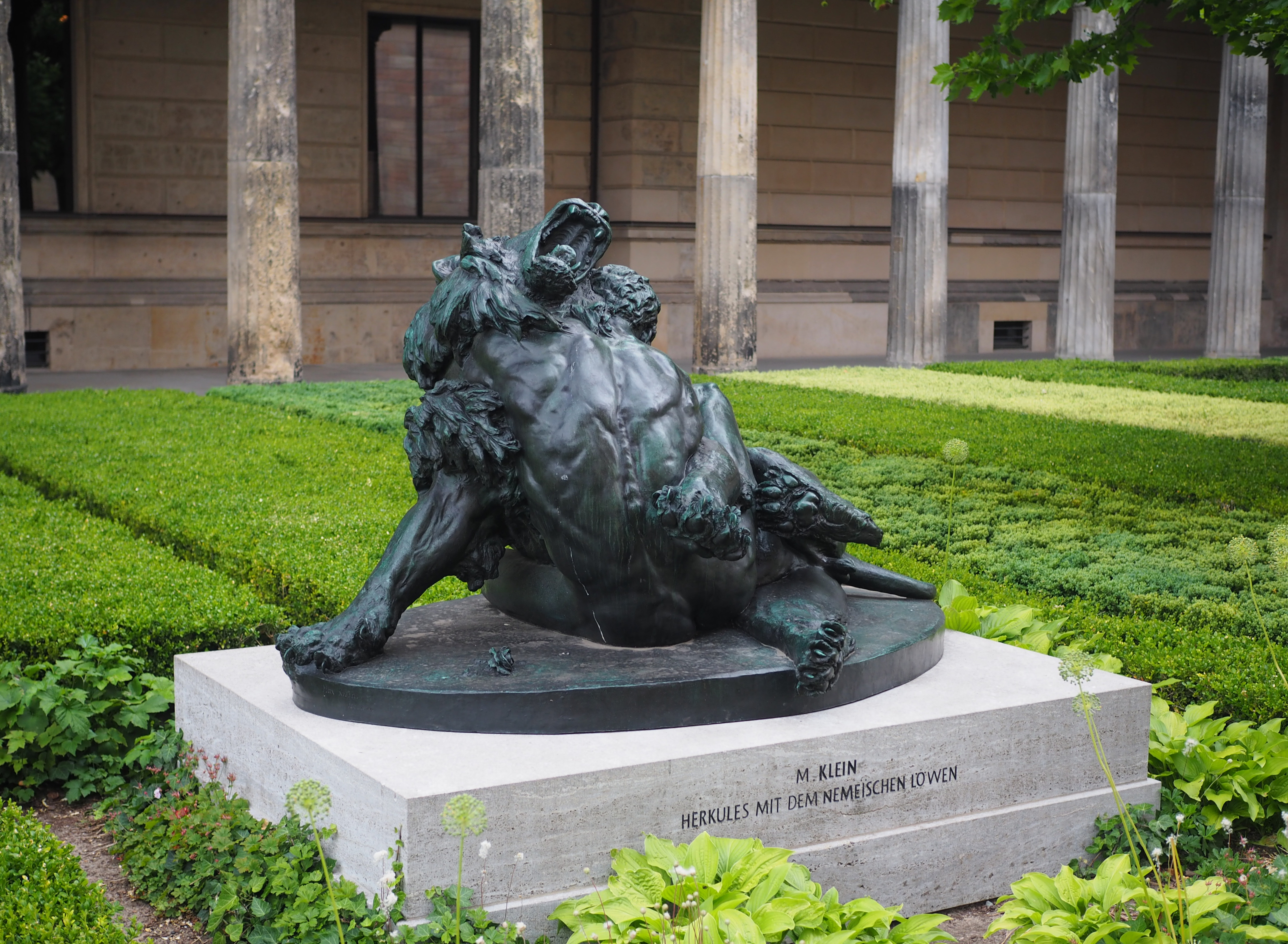
Herkules mit dem Nemeïschen Löwen

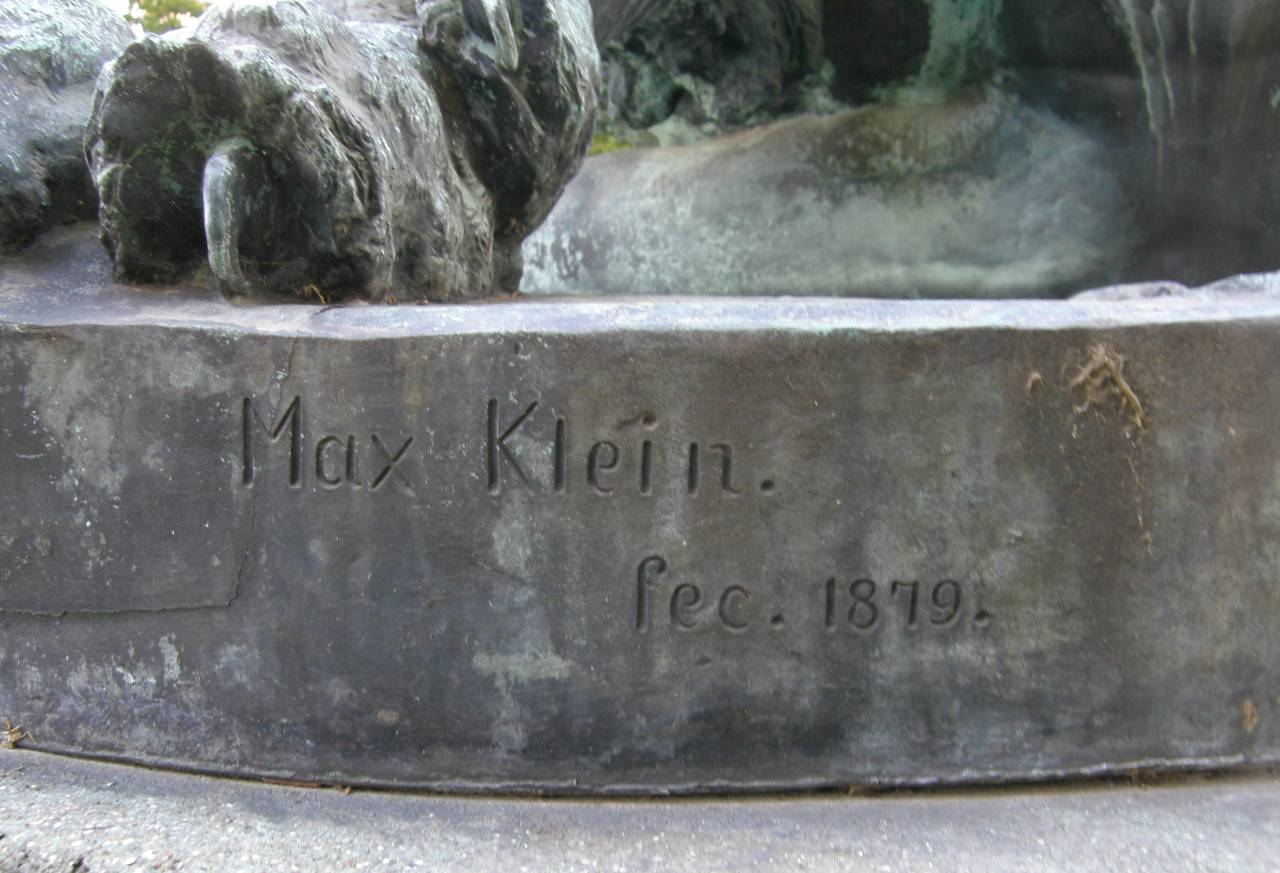
Signatur „Max Klein. fec. 1879.“

Herkules mit dem Nemeïschen Löwen, auch Herkules mit dem Nemeïschen Löwen ringend oder Der Löwenkämpfer, ist eine Bronzeskulptur, die Herakles im Kampf mit dem nemeischen Löwen zeigt. Sie wurde  von Max Klein im Jahr 1879 geschaffen und ist im Kolonnadenhof vor der Alten Nationalgalerie in Berlin aufgestellt.
Der Kampf des Herkules mit dem unverwundbaren Nemeischen Löwen entstammt der griechischen Mythologie. Die Erlegung des Löwen ist die erste der „zwölf Herkulesaufgaben“. In der darstellenden Kunst und in der Literatur wird diese Geschichte oft adaptiert.
Daten
1878-1879
Material 
Bronze, gegossen und patiniert
Marmorsockel (2009)
Inschriften
an der Plinthe (gegossen) -  Max Klein. fec. 1879.
H. Gladenbeck u. Sohn
auf dem Sockel (eingemeißelt) -  M. KLEIN / HERKULES MIT DEM NEMEISCHEN LÖWEN

## Geschichte
Mit seiner 1879 geschaffenen Bronzegruppe Herkules mit dem Nemeïschen Löwen ringend sorgte der Bildhauer Max Klein in Kunstkreisen erstmals für Aufsehen.
Die Bronzegruppe stammt ursprünglich aus dem Park der Villa am Großen Wannsee des Berliner Unternehmers und Mäzens Eduard Arnhold. Aus der Sammlung Arnhold wurde 1973/1974 die neubarocke Gruppe im Auftrag von Peter Bloch, dem damaligen Leiter der Skulpturensammlung der Staatlichen Museen Preußischer Kulturbesitz Berlin angekauft und 1975 auf einem rechteckigen Betonsockel an der Arnimallee im Dahlemer Museumskomplex aufgestellt. 2009 wurde die Gruppe auf einen neuen Sockel im Kolonnadenhof vor der Alten Nationalgalerie gesetzt. Die Skulptur ist als ausgewiesener Bestandteil des Kulturdenkmals Alte Nationalgalerie  auch Teil des UNESCO-Welterbes Berliner Museumsinsel.